# 美しき魂の告白
『美しき魂の告白〜ベスト・オブ・デヴィッド・ボウイ2』（原題"Changestwobowie"）は、1981年に発売されたデヴィッド・ボウイのベスト・アルバム。

## 解説
1971年〜1980年に発表された作品から選ばれた10曲を収録。1976年発売『魅せられし変容〜ベスト・オブ・デヴィッド・ボウイ』（原題"Changesonebowie"）と重複しない選曲がされている。
「ジョン、アイム・オンリー・ダンシング（アゲイン）」"John, I’m Only Dancing (Again)" は、1972年に発売されたシングル(英語版)のリメイク。アルバム「ヤング・アメリカンズ」制作時の録音（1974年）のためファンク要素が濃く、ボウイ初の12インチシングルとして1979年12月7日に発売されたもの。「アッシュズ・トゥ・アッシュズ」「ファッション」「D.J.」はアルバム収録のバージョンより短いシングル・エディットが収録されている。
このアルバム発売にあわせて「野性の息吹き（ワイルド・イズ・ザ・ウィンド）」がシングルカット（プロモーションビデオが新しく制作された）。
UKアルバムチャートで24位、米国で68位を記録。
2018年レコード・CD・デジタルでリイシューされた。

## Track listing
| #  | タイトル                                                               | 作詞 | 作曲・編曲 | オリジナル・リリース                   | 時間 |
| -- | ---------------------------------------------------------------------- | ---- | ---------- | -------------------------------------- | ---- |
| 1. | 「アラジン・セイン」(Aladdin Sane)                                     |      |            | 『アラジン・セイン』 （1973年）        | 5:10 |
| 2. | 「ユー・プリティー・シングス」(Oh! You Pretty Things)                  |      |            | 『ハンキー・ドリー』（1971年）         | 3:13 |
| 3. | 「スターマン」(Starman)                                                |      |            | 『ジギー・スターダスト』（1972年）     | 4:14 |
| 4. | 「1984年」(1984)                                                       |      |            | 『ダイアモンドの犬』（1974年）         | 3:28 |
| 5. | 「アッシュズ・トゥ・アッシュズ(シングル・エディット)」(Ashes to Ashes) |      |            | 『スケアリー・モンスターズ』（1980年） | 3:37 |

| #  | タイトル                                                                             | 作詞 | 作曲・編曲 | オリジナル・リリース                           | 時間 |
| -- | ------------------------------------------------------------------------------------ | ---- | ---------- | ---------------------------------------------- | ---- |
| 1. | 「サウンド・アンド・ヴィジョン」(Sound and Vision)                                   |      |            | 『ロウ』（1977年）                             | 3:03 |
| 2. | 「ファッション(シングル・エディット)」(Fashion)                                      |      |            | 『スケアリー・モンスターズ』（1980年）         | 3:25 |
| 3. | 「野性の息吹き（ワイルド・イズ・ザ・ウィンド）」(Wild Is the Wind)                   |      |            | 『ステイション・トゥ・ステイション』（1976年） | 6:03 |
| 4. | 「ジョン、アイム・オンリー・ダンシング（アゲイン）」(John, I’m Only Dancing (Again)) |      |            | シングル（1979年）                             | 6:59 |
| 5. | 「D.J.(シングル・エディット)」(D.J.)                                                 |      |            | 『ロジャー (間借人)』（1979年）                | 3:25 |